# Противооткатные устройства

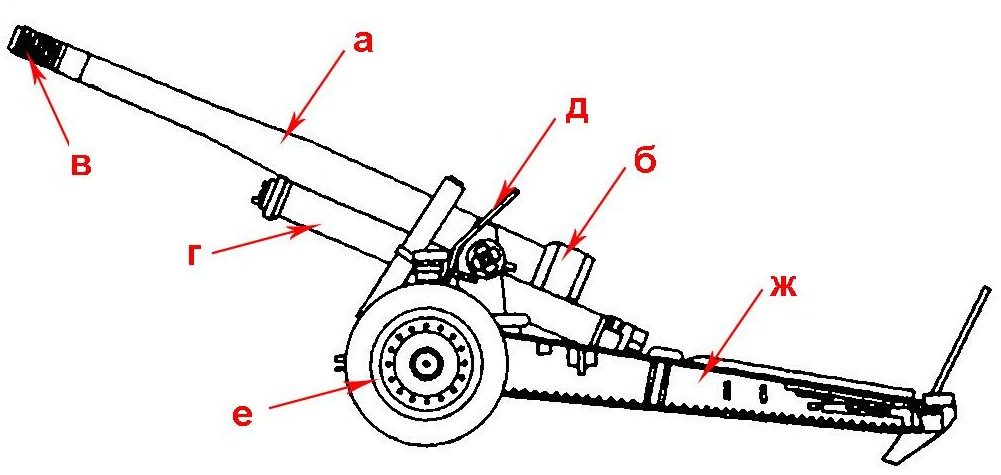
Схема 152-мм гаубицы-пушки обр. 1937 года (МЛ-20): а — ствол; б — казённик с затвором; в — дульный тормоз; г — противооткатные устройства; д — щитовое прикрытие; е — колёсный ход; ж — станины

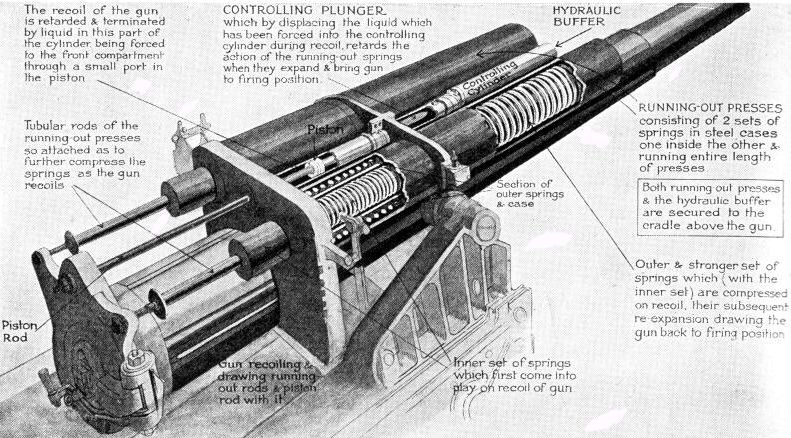
60-фунтовая пушка. Противооткатные устройства

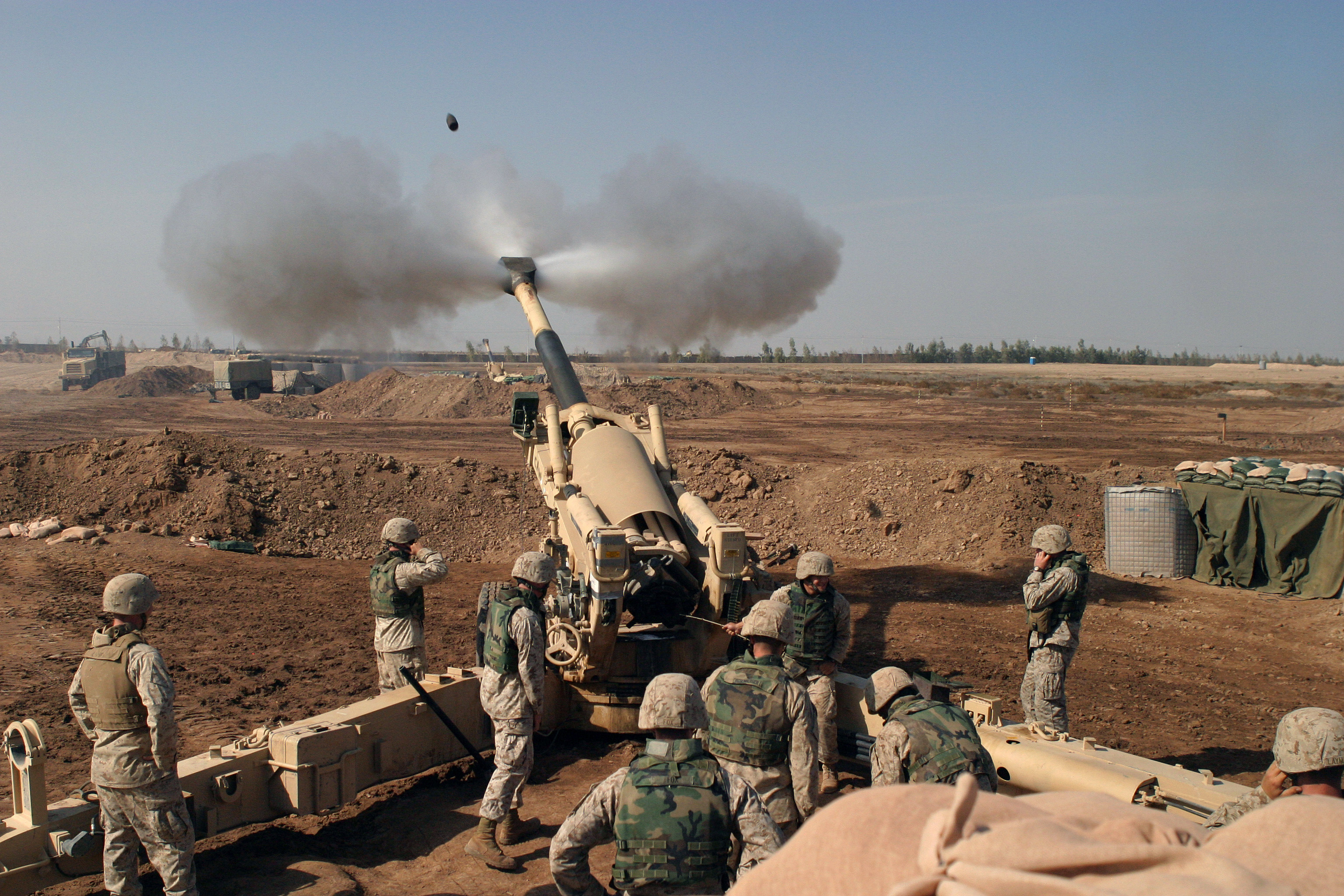
Работа дульного компенсатора

Противооткатные устройства — устройства, предназначенные для смягчения ударных нагрузок на лафет орудия при отдаче, превращающие механическую энергию в тепловую и служащие для поглощения толчков и ударов.

## Расчёт энергии отдачи
Истекающие из канала ствола орудия газы воздействуют по III закону Ньютона на сам ствол с равной и противоположно направленной силой. Реализуется принцип реактивного движения, который усиливает чисто механическую отдачу от вылета снаряда. Точный расчёт полной энергии отдачи является сложной процедурой, но в артиллерийской науке существует эмпирическое правило, что в механическую энергию отдачи уходит 3 % от дульной энергии снаряда. Например, для 122-мм пушки А-19 полная механическая энергия отдачи составляет 0,03×8 МДж = 240 кДж. Это соответствует потенциальной энергии груза массой в 1 тонну, поднятого на 24 м над уровнем земли, принятым за нулевую точку отсчёта энергии. В обычных условиях этого хватило бы, чтобы смять или разбить на части лафет орудия. Однако противооткатные устройства у этой пушки (она не оснащена дульным тормозом) успешно гасят эту энергию отдачи и используют её, чтобы привести откатную часть орудия в исходное положение перед следующим выстрелом.
Полное же распределение энергии при выстреле варьирует в зависимости от типа орудия, метательного заряда и снаряда, но в целом картина выглядит приблизительно так:
- 20—40 % уходит в кинетическую энергию снаряда
- 15—25 % уходит на нагрев снаряда и ствола путём взаимного трения
- 5 % уходит на механическую энергию отката орудия
- прочее (иной раз до 60 %) — диссипация в атмосферу[источник не указан 1812 дней]

### Расчёты

Гидропневматический амортизатор

Гидравлический амортизатор

Рассмотрим два состояния системы — в момент «0» полного сгорания метательного заряда, но когда снаряд ещё неподвижен и в момент «1» вылета снаряда из орудия. При этом введём два допущения. Первым будет полное сгорание метательного заряда до начала движения снаряда. На самом деле сгорание ещё происходит, когда снаряд уже начал движение. Однако точный расчёт в таком случае очень сложен, так как представляет собой самосогласованную задачу. Для решения практических задач описанное выше допущение считается вполне пригодным. Вторым допущением будет отсутствие тепловых потерь, которые нарушают чисто механические законы сохранения энергии и импульса. Применительно к практике это означает, что производится оценка сверху энергии отдачи и КПД орудия.

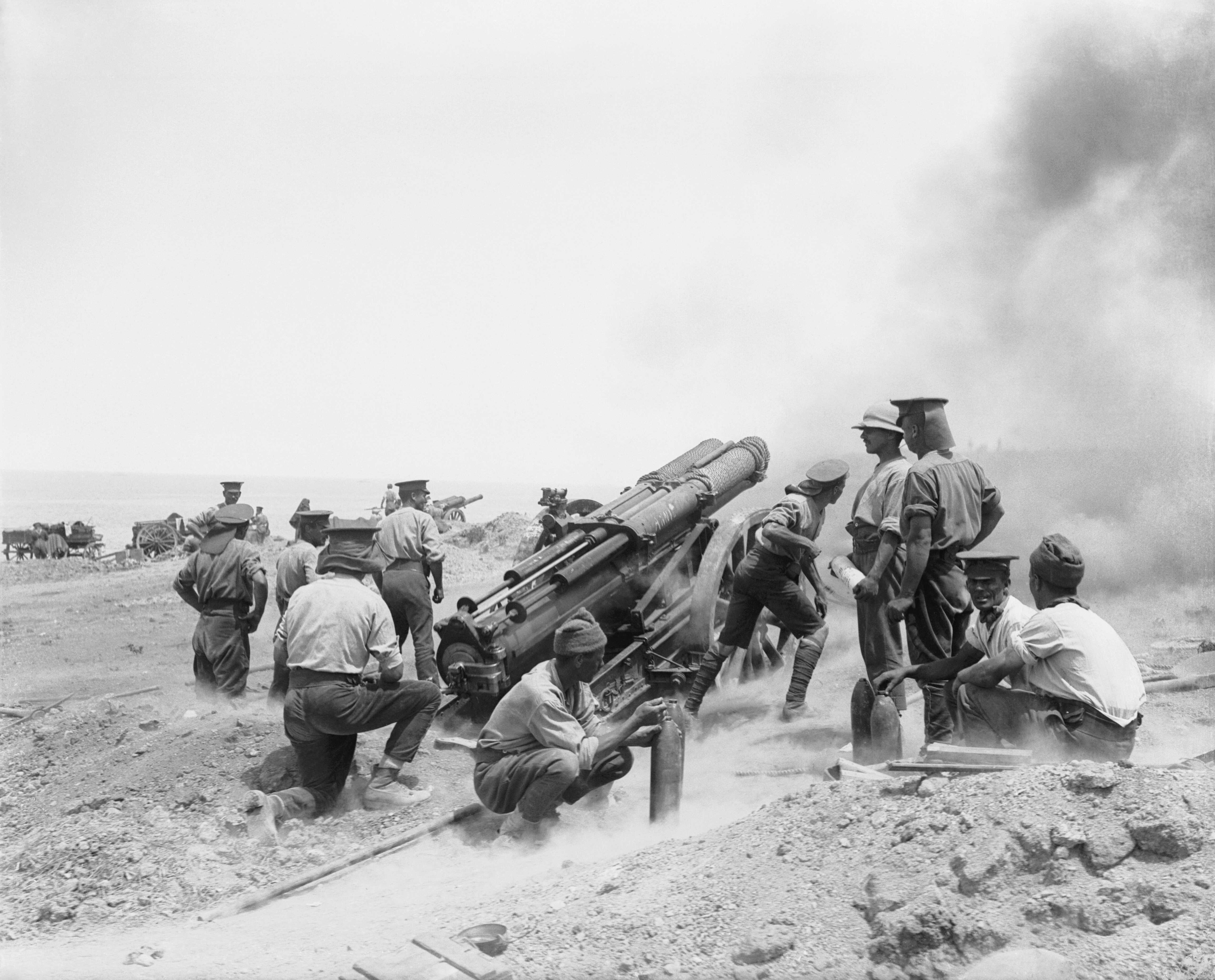
Противооткатные устройства. (60 pounder)

В момент «0» снаряд массой mсн, откатные части орудия массой M и пороховые газы массой mпг не имеют механических скоростей в инерциальной системе отсчёта, связанной с Землёй. Так что все импульсы равны нулю.
В момент «1» снаряд набрал скорость v, откатные части (в отсутствие противооткатных устройств) получили скорость V. Соответственно проекция импульса снаряда pсн на ось, направленную вдоль канала ствола орудия, равна mснv, а проекция импульса откатных частей P = -MV. Согласно принятой в артиллерии модели распределения скорости упорядоченного движения пороховых газов вдоль канала ствола орудия эта скорость равна нулю у затвора и линейно возрастает до v у дульного среза. Расчёт суммарного импульса пороховых газов интегрированием вдоль канала ствола орудия даёт значение pпг = 0,5mпгv. Применяя закон сохранения импульса, получаем
mснv + 0,5mпгv = MV
Из этого уравнения можно рассчитать скорость откатных частей и значение кинетической энергии отдачи E = 0,5MV² от вылета снаряда, которая нужна в ходе проектирования противооткатных устройств орудия и для возможного оснащения ствола дульным тормозом. Эти устройства нужны для смягчения ударных нагрузок на лафет при отдаче. Аналогично, рассчитав полезную кинетическую энергию снаряда e = 0,5mснv², можно получить КПД орудия, разделив e на mпгQ (так как масса пороховых газов равна массе метательного заряда).

## История
Артиллерийские орудия исторически использовали для амортизации отдачи откат  лафета. В случае, когда откат ограничивался лишь трением, откат лафета был довольно большим (несколько метров), что требовало длинных казематов и широких валгангов у крепостной артиллерии. На судах и в других ситуациях, где откат следовало ограничить, применялся толстый пеньковый канат — брюк, который сохранялся на некоторое время даже после появления противооткатных тормозов в качестве предохранительного средства на случай отказа тормоза, но полностью исчез уже в XIX веке. Во второй половине XIX века на короткое время появились откатные клинья, быстро вытесненные гидравлическими, пневматическими, пружинными и буферными тормозами. В крепостной артиллерии применялись также наклонные поворотные рамы.

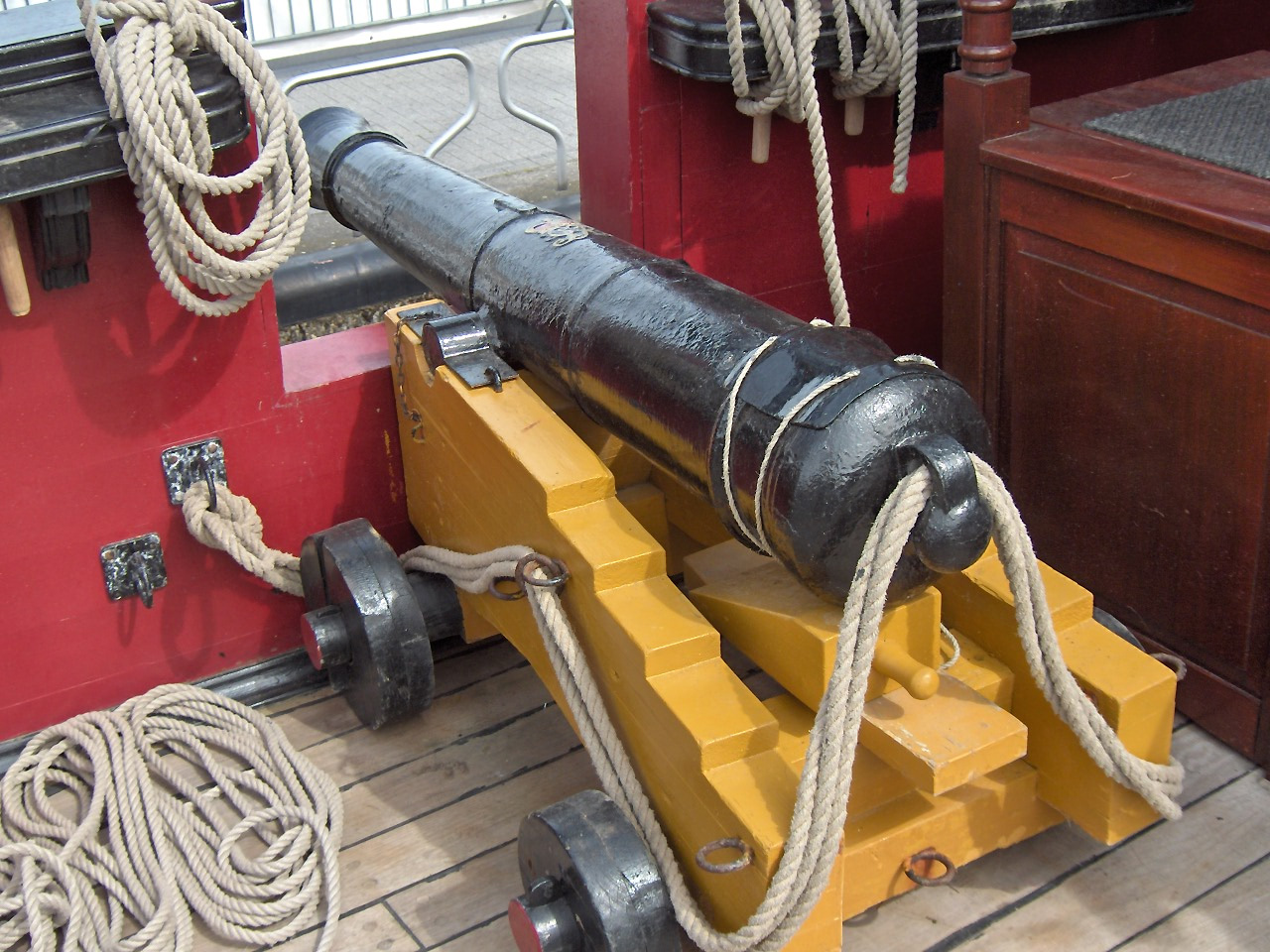
Брюк
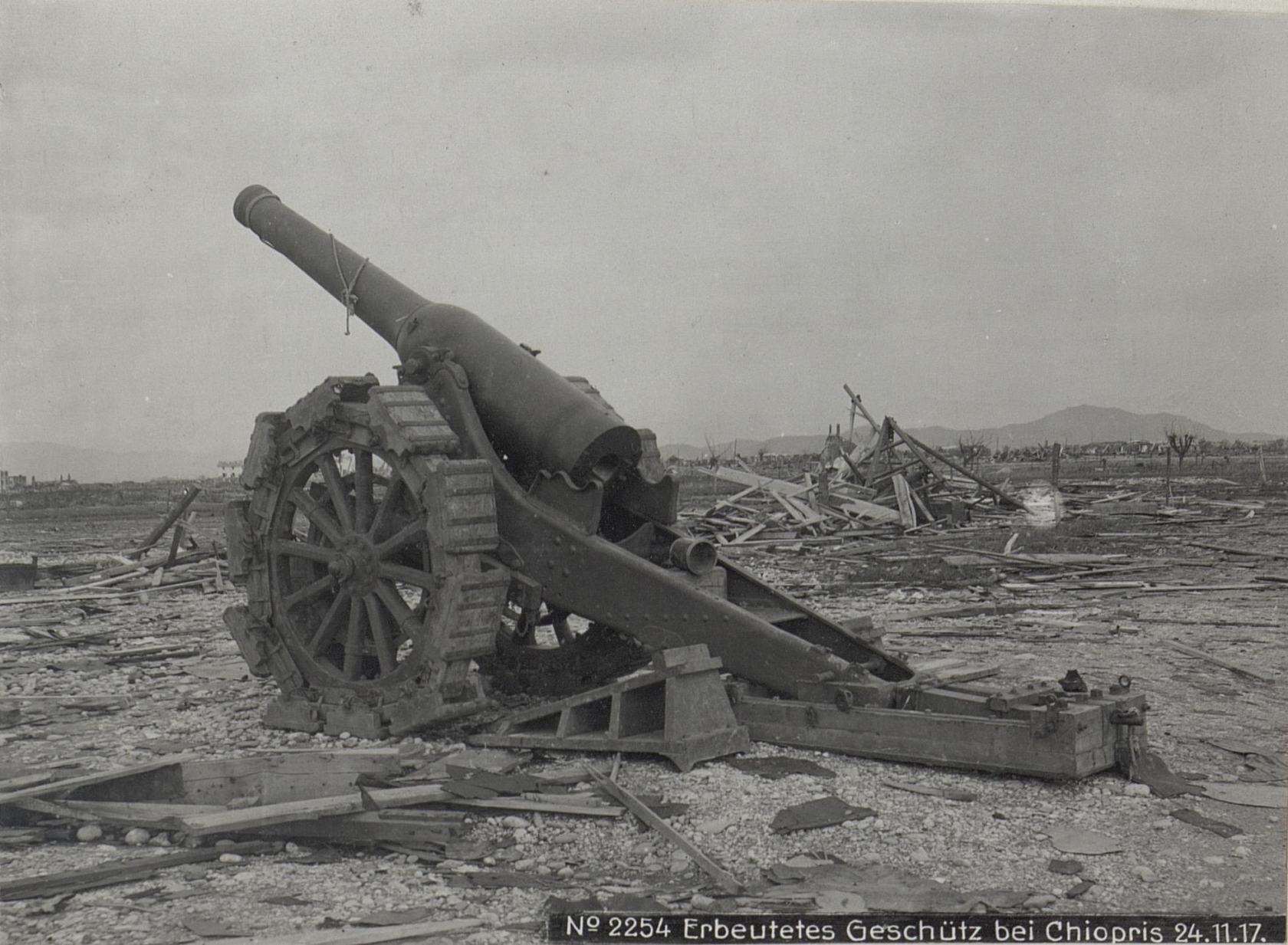
Откатные клинья
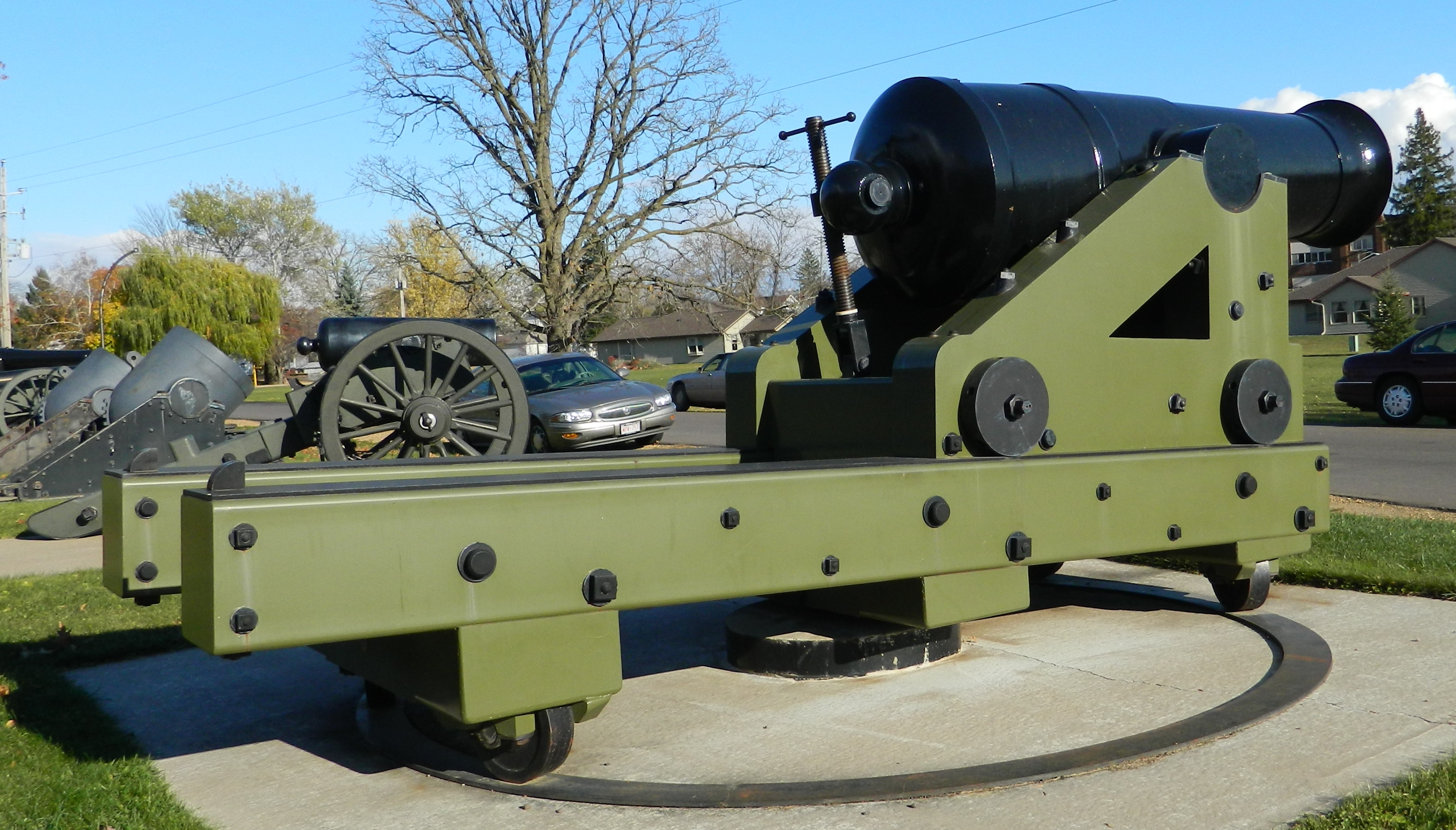
Поворотная рама
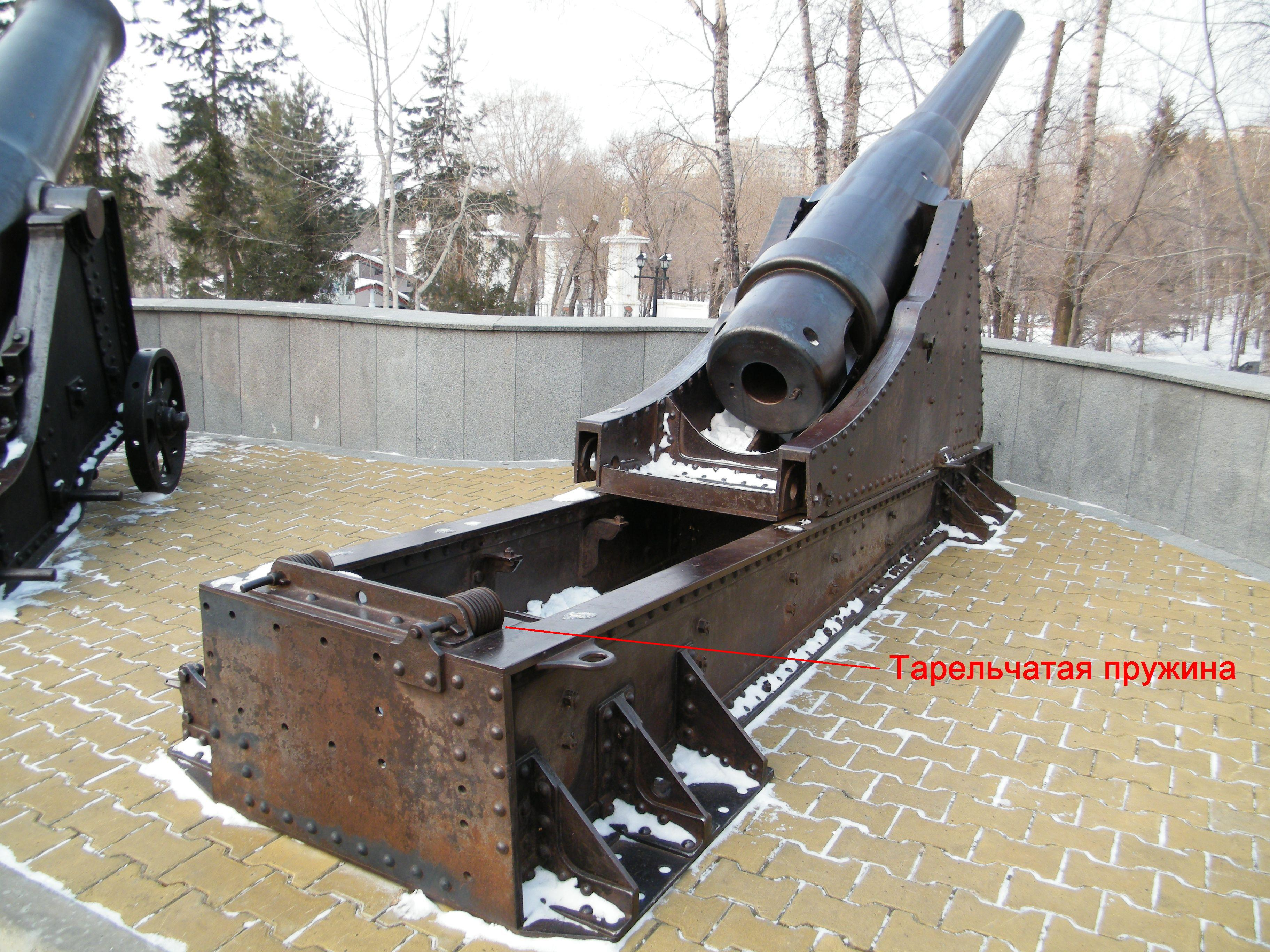
Пушка Круппа. Место установки тарельчатых пружин.
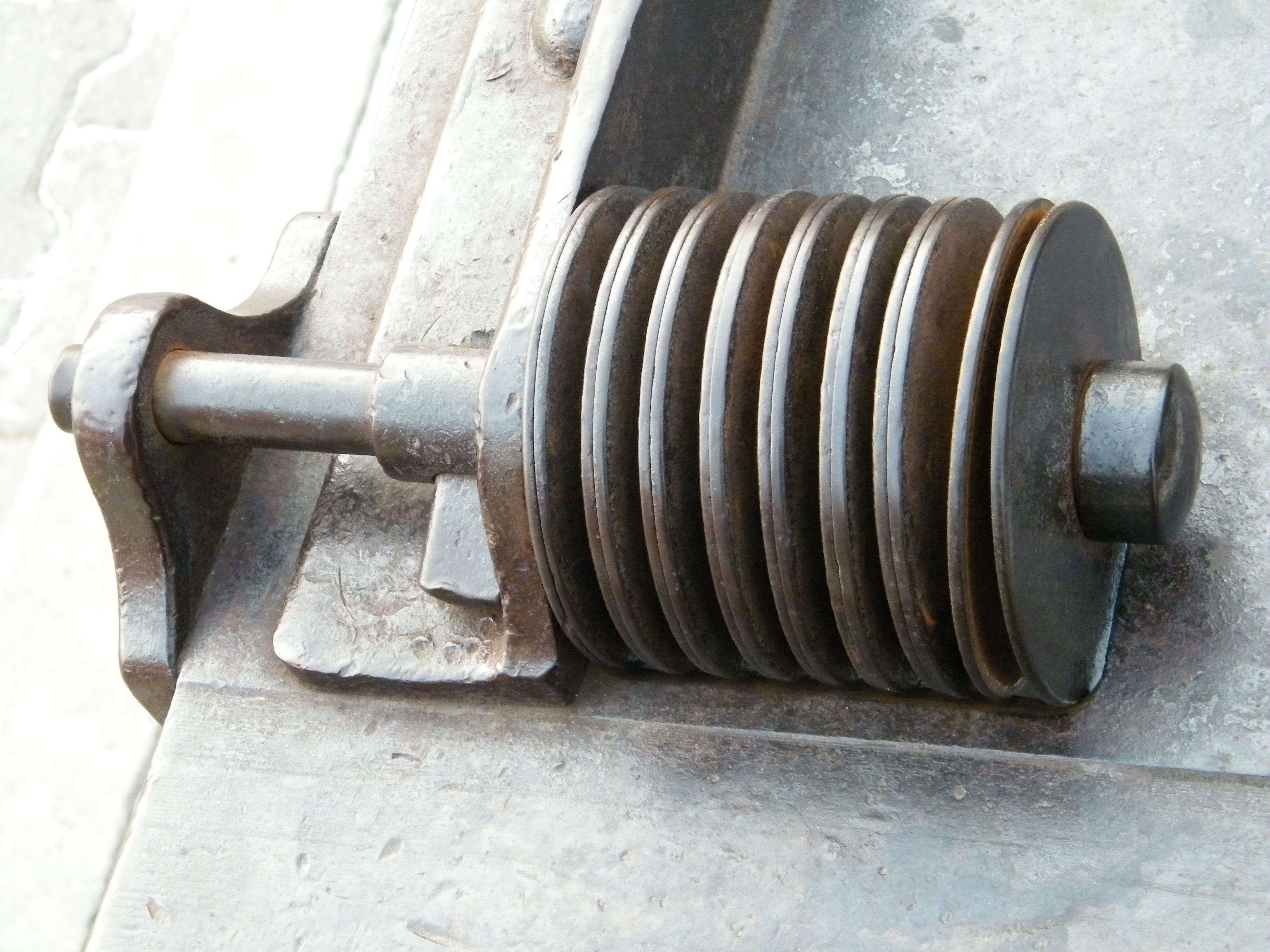
Пушка Круппа. Тарельчатые пружины.
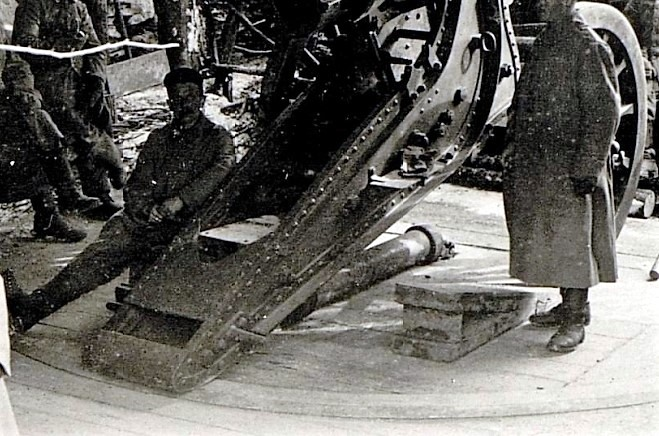
Внешний гидравлический тормоз отката
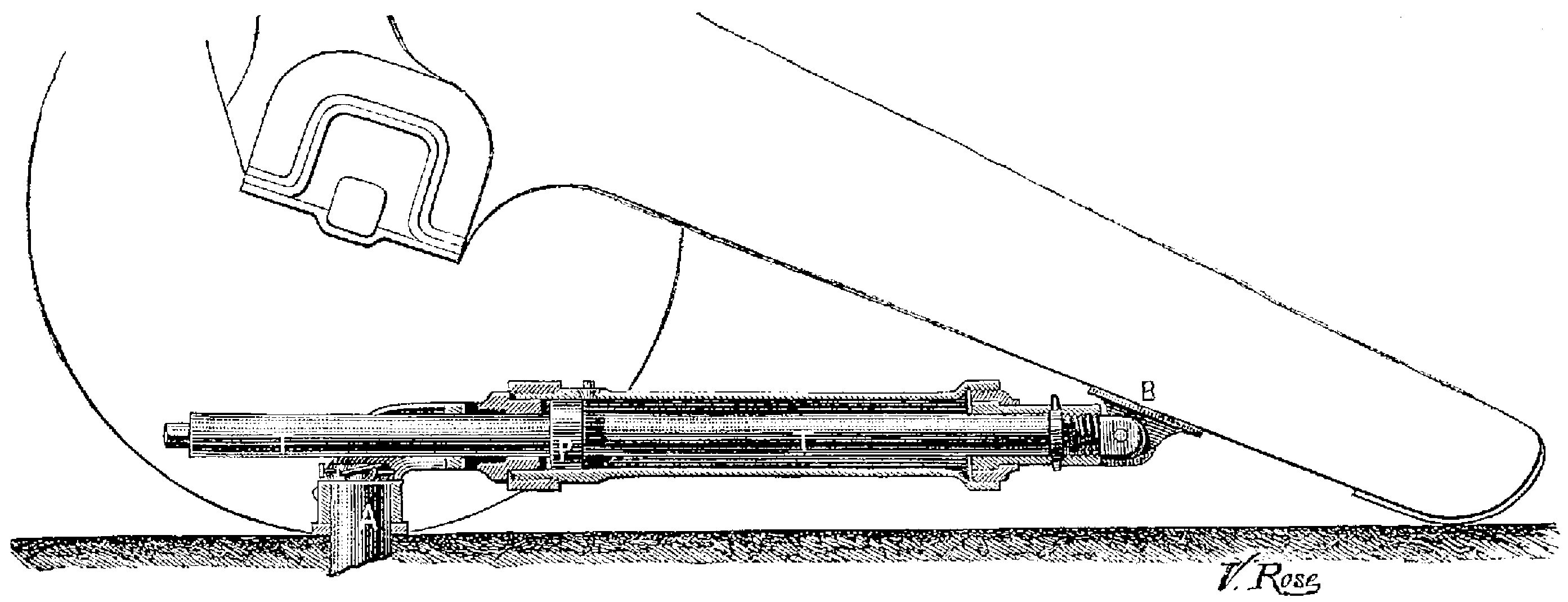
Аналогичный тормоз отката в разрезе

В конце XIX века получила распространение система с применением внешних противооткатных приспособлений. Внешний тормоз отката был прикреплен к платформе, на которой располaгалось орудие, и был соединен с проушиной в нижней части лафета. Без него у пушки не было механизма ограничения отдачи отдачи, и при выстреле пушка откатывалась на откатные клинья за колесами, а затем возвращалась в исходное положение. Первым недостатком такой системы было то, что требовалось значительное время для подготовки огневой площадки из бетона или дерева перед переходом орудия в боевое положение. Так как у него не было накатника, орудие приходилось переводить в исходное положение и прицеливаться заново после каждого выстрела, что требовало больших усилий, отнимало много времени и ограничивало его скорострельность.

## Описание конструкции
При откате. Ствол под действием пороховых газов при выстреле откатывается назад вместе с закреплённым в обойме казённика цилиндром тормоза отката с веретеном и цилиндром накатника. Шток тормоза отката и шток накатника, закреплённые в крышке люльки, остаются неподвижными. Жидкость,находящаяся в цилиндре тормоза между поршнем и сальником, проходит через шесть наклонных отверстий в головке штока. Пройдя эти отверстия, большая часть жидкости пройдёт через кольцевой зазор между регулирующим кольцом и веретеном в заднюю часть цилиндра тормоза отката, где образуется разрежённое пространство. Меньшая часть жидкости пройдёт между веретеном и внутренней поверхностью штока через восемь наклонных отверстий, затем попадёт в полость модератора, отожмёт клапан и заполнит замодераторную полость штока. Энергия движения откатывающихся частей поглощается за счёт гидравлического сопротивления жидкости, пробрызгиваемой через изменяющийся зазор между регулирующим кольцом и веретеном тормоза отката. По мере увеличения длины отката кольцевой зазор между веретеном и регулирующим кольцом уменьшается, сходя на нет к концу отката. Вследствие этого происходит плавное торможение отката. Одновременно с действием тормоза отката происходит действие накатника, которое заключается в следующем: жидкость, находящаяся в рабочем цилиндре накатника между конусом сальника и поршнем, вытесняется через отверстие держателя в средний цилиндр, а из среднего цилиндра через отверстие с патрубком — в наружный цилиндр и ещё больше сжимает находящийся в нем под давлением воздух, накапливая тем самым необходимую энергию для наката откатывающихся частей орудия.
При накате. Сжатый воздух в наружном цилиндре накатника, стремясь расшириться, давит на жидкость, которая передаёт давление на поршень штока и уплотнительное устройство в корпусе сальника. Но так как поршень со штоком неподвижны, то под давлением жидкости на уплотнительное устройство цилиндры накатника вместе со стволом и цилиндром тормоза отката возвратятся в первоначальное положение. Жидкость, находящаяся в цилиндре тормоза отката за поршнем, пойдёт в переднюю часть цилиндра через имеющийся кольцевой зазор между веретеном и регулирующим кольцом.

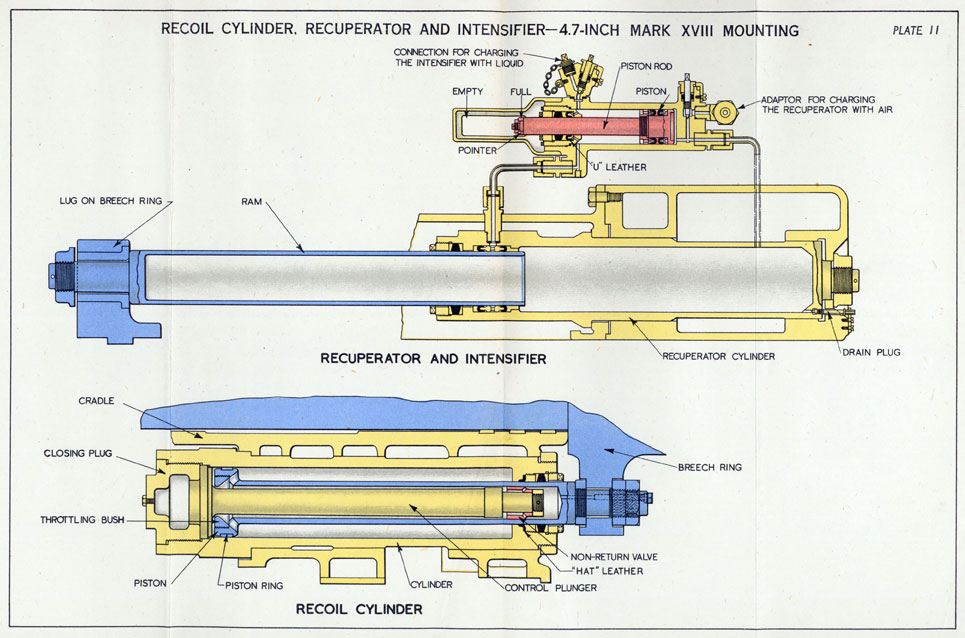

Клапан модератора под действием пружины клапана перекрывает полость модератора, и часть жидкости, которая попала в замодераторное пространство, пробрызгивается только через зазоры, образуемые
канавками переменной глубины между внутренней поверхностью штока и наружной поверхностью рубашки модератора. Сопротивление жидкости пробрызгиванию через изменяющиеся зазоры между штоком и рубашкой модератора обеспечивает торможение наката. Плавность наката достигается тем, что в конце наката канавки переменной глубины сходятся на нет. При интенсивной стрельбе жидкость в тормозе отката разогревается и объём её увеличивается, что может вызвать недокаты ствола. Во избежание этого в тормозе отката имеется компенсатор, в который уходит избыток жидкости из замодераторного пространства через открытое отверстие в корпусе клапана и соединительные трубки, отжимая поршень компенсатора, находящегося под давлением пружин. При снижении темпа стрельбы и остывании жидкости в цилиндре тормоза отката будет происходить пополнение объёма цилиндра тормоза жидкостью из компенсатора. Поршень компенсатора, находясь под постоянным давлением сжатых пружин, вытеснит избыток жидкости обратно в замодераторное пространство, а оттуда — в цилиндр тормоза отката.

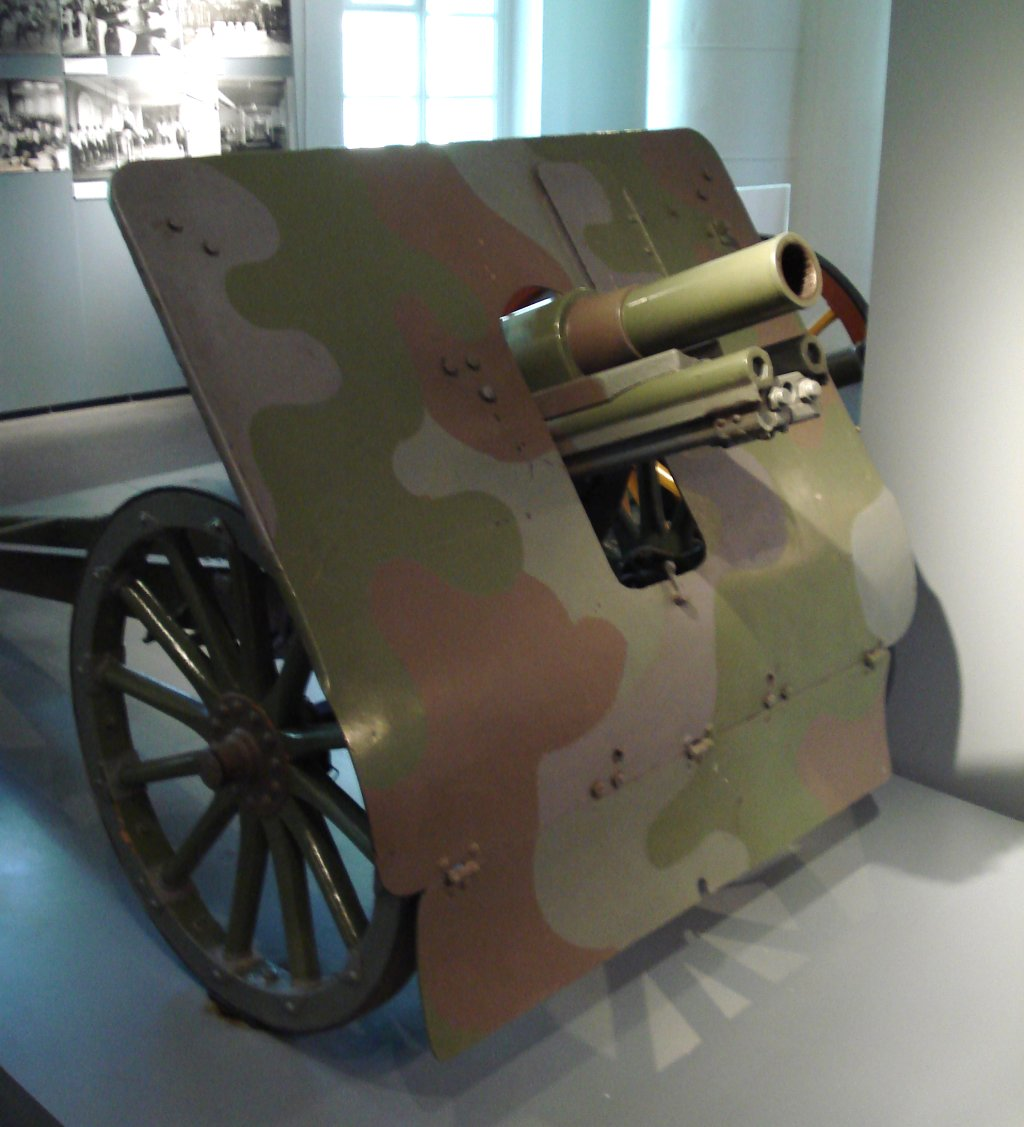

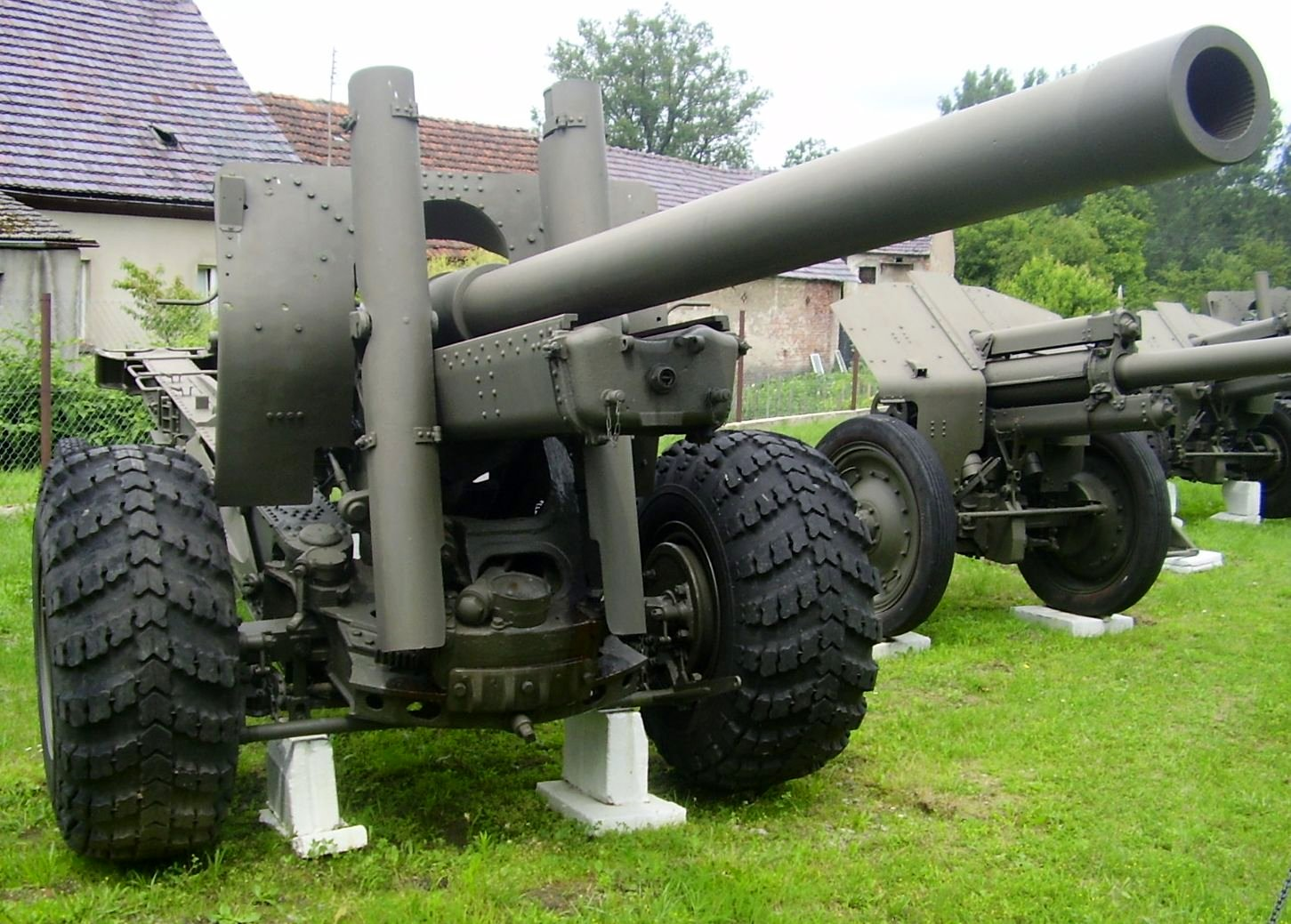

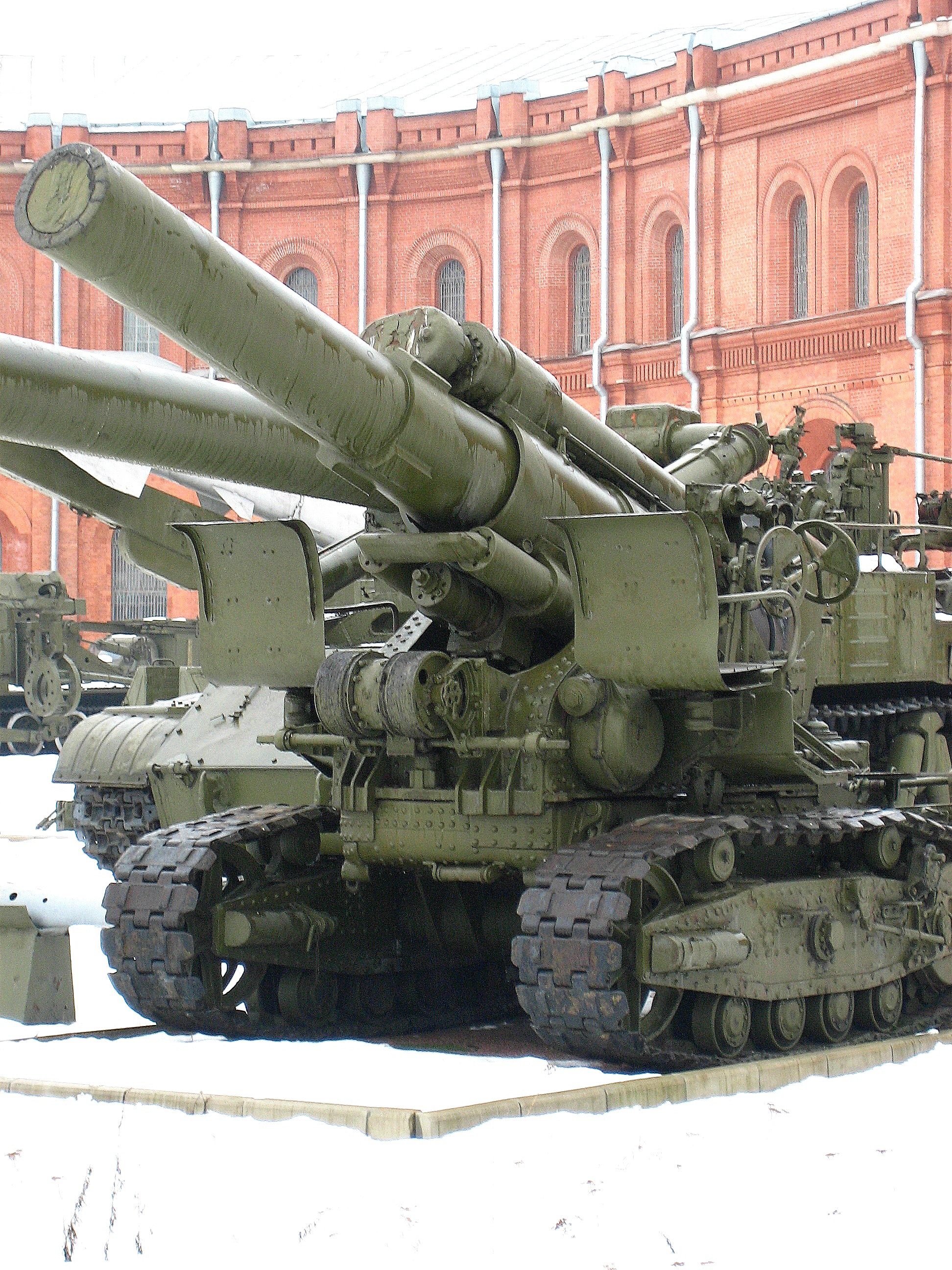
280-мм мортира образца 1939 года (Бр-5)

### Накатник
Пружинные накатники часто использовались на орудиях времен Первой Мировой, но они оказались ненадежны и со временем были вытеснены пневматическими накатниками.
Например, орудие Mark 12 5"/38 (американское 127-мм корабельное орудие периода Второй мировой войны) снабжено гидравлическим тормозом отката. Он состоит из двух поршней в гидроцилиндре, которые поглощают основную энергию отката. Они также демпфируют удар механизмов пневматического накатника при возврате ствола в исходное положение.
Пневматический накатник представляет собой камеру, наполненную воздухом высокого давления. В задней его части расположен поршень. При откате поршень сжимает воздух в накатнике, а затем возвращает ствол в исходное положение. В исходном положении давление в камере накатника составляет 10 МПа. В процессе отката давление в накатнике возрастает до 15 МПа.

### Тормоз отката
Тормоз отката — агрегат противооткатных устройств, предназначенный для замедления и ограничения отката орудия (ствола по люльке) после выстрела. Конструктивно объединён с тормозом наката (тормоз отката и наката), который замедляет откатные части при накате орудия (ствола). Тормоза отката современных артиллерийских орудий, как правило, гидравлические. Для заполнения гидравлических систем ранее применялась жидкость «Стеол-М» на основе глицерина и этанола. Сейчас вместо стеола заливается противооткатная жидкость ПОЖ-70, представляющая собой водный раствор этиленгликоля с антипенной и антикоррозионной присадками.

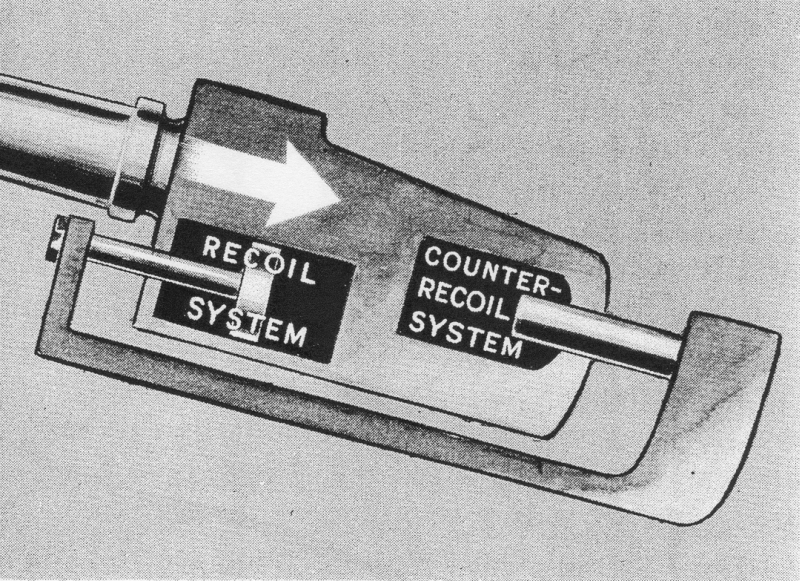
Схематичное изображение противооткатных устройств

## Детали конструкции
- Противооткатные устройства 76-мм полковой пушки образца 1927 года включали в себя гидравлический тормоз отката и пневматический накатник. В тормозе отката 1,3 литра жидкости, в накатнике — 3,6 литра. Ствол и противооткатные устройства смонтированы на салазках, перемещающихся при откате в люльке. Вес откатывающихся частей (со стволом) — 275 кг. Максимальная длина отката — 1030 мм, нормальная — от 930 до 1000 мм.
- Противооткатные устройства 122-мм пушки обр. 1931 г. состояли из следующих механизмов:
  - гидравлический тормоз отката веретённого типа, наполняется веретённым маслом в количестве 22 л;
  - гидропневматический накатник, наполняется глицериновой жидкостью Стеол (22 л) и воздухом под давлением 45 атм.

Противооткатные устройства смонтированы в корытообразной люльке под стволом. Люлька с цапфами с роликовыми подшипниками лежит в цапфенных гнёздах верхнего станка и сектором сцепляется с валом подъёмного механизма. При откате противооткатные устройства оставались неподвижны.
- Противооткатные устройства 280-мм мортиры образца 1939 года (Бр-5) воздушно-гидравлические. Цилиндры тормоза отката и накатника установлены в муфтах, закреплённых гужонами на люльке. Люлька цапфами лежит в цапфенных гнёздах верхнего станка и своим сектором связана подвижно с шестернёй главного вала. Тормоз отката гидравлический, содержит 41 л веретенного масла. Накатник гидропневматический, содержит 63 л веретенного масла, давление воздуха — 40 атм. Откат при углах возвышения от 0 до 30° длинный (1300—1410 мм), при углах возвышения от 30° до 42° переменный (850—1410 мм), при углах возвышения от 42° до 60° короткий (850—880 мм). Противооткатные устройства при откате неподвижны. В отличие от лафета гаубицы Б-4 и пушки Бр-2, тормоз отката лафета гаубицы Бр-5 имеет шпонки переменного сечения, что делает возможным перестановку стволов разных орудий на один и тот же лафет только в заводских условиях (необходима замена тормоза отката)[источник не указан 3138 дней].